# Marmoritis
Marmoritis es un género con cuatro especies de plantas con flores perteneciente a la familia Lamiaceae. Es originario del Himalaya hasta China.

## Especies
| - Marmoritis complanata - Marmoritis decolorans | - Marmoritis nivalis - Marmoritis pharica |